# علي باراني (مقاطعة دالاهو)
علي باراني (بالفارسية: صادق بارانی) هي قرية تقع في كرمانشاه في إيران. يقدر عدد سكانها بـ 214 نسمة بحسب إحصاء 2016.